# Pierre Aguétant
 (février 2010).
Si vous disposez d'ouvrages ou d'articles de référence ou si vous connaissez des sites web de qualité traitant du thème abordé ici, merci de compléter l'article en donnant les références utiles à sa vérifiabilité et en les liant à la section « Notes et références ».
Pierre Aguétant, né le 27 avril 1890 à Guéreins (Ain) et mort le 14 juin 1940 à Orléans (Loiret), est un poète et écrivain de langue française, auteur de romans sentimentaux et de poèmes.

## Biographie
Ses parents sont Claude Pierre Joseph Aguétant et Annette Joséphine Mallen. Claude Aguétant, mort en 1918, fut notaire et maire d’Ambérieu-en-Bugey pendant 16 ans ; en 1932 la municipalité attribua les « rue Aguétant » et « place Aguétant » en l’honneur de l’ancien maire et de ses deux fils : Charles mort pour la patrie dans les Vosges en 1914 et Pierre le poète et romancier ; en 1917 le mariage de Pierre Aguétant et de Marie-Louise Pascalin fut célébré dans l’intimité à Lyon par leur ami Édouard Herriot.
La mort brutale de son frère Charles en 1914 l’affecta profondément et marqua fortement son œuvre.
C’est la princesse roumaine Hélène Vacaresco, qui le propulsa dans les salons de poésies où Émile Faguet l’encouragea. Pierre Aguétant n’avait pas encore vingt ans.
Madame Alphonse Daudet, Anna de Noailles et la duchesse de Rohan lui apportèrent durant plusieurs années un soutien réel. Léon Lahovary lui écrivit de longues lettres régulièrement. Auguste Dorchain  écrit en mai 1918 : « calme, inspiration et bonheur au poète, dans la cité de Lamartine ! De cœur votre Auguste Dorchain ». Georges Normandy lui servit de guide dans le milieu littéraire auprès des éditeurs et des libraires.

## Distinctions
- Lauréat de l’Académie française pour La Tour d’ivoire, prix Montyon, 1918
- Lauréat de l’Académie des beaux arts
- Prix Jean Revet décerné par la Société des gens de lettres
- Prix de littérature spiritualiste

## Romans
- Nos maris, nos femmes, nos jeunes filles, pages de sentiment et d'ironie, Librairie Plon, 1920
- Le Divin Roman d’amour, Librairie Plon, 1921 (avec huit illustrations en couleur par Eugène Brouillard)
- Les Noces de la terre et de l’amour, La Pensée française, maison d'art et d'éditions, 1924
- Les Amours incertaines, La nouvelle revue critique, 1927 (classé parmi les plus beaux livres par le jury du Prix Fémina)
- Marthe Darmoise, Paris, Frazier-Soye, 1928  (grand prix Chazières de l’académie de Lyon)
- Le Moulin du péché, Juliette Snell Éditeur, 1930
- Sous le joug du désir, Éditions G. Crès et Cie, 1931
- Le Chauffeur d’Alexandra, Éditions Ch. Plon, « Collection parisienne », 1934
- Les Femmes que nous tuons, Fernand Sorlot, 1937
- L’amour est le maître, Éditions Ch. Plon, « Collection parisienne », 1937
- Boby, les romanichels
- La Tragique Aventure de Geneviève

## Roman policier
- La main dans la nuit (coécrit avec André Monnier Zwingelstein), Toulouse, Éditions du Hublot, 1946

## Poèmes
- À fleur de chair, lettre préface de Camille Saint-Saëns, Plon-Nourrit et Cie, 1919
- Caresses, illustrations de Eugène Brouillard, Mâcon, imprimerie Protat frères, 1924
- Gerbes d’avril, préfacé par Alexandre Bérard
- J’aime, Saint-Raphaël, Éditions des Tablettes, 1923
- La vieille terre, Lyon, Nouvelles annales, 1911
- Le cœur secret, Plon-Nourrit, 1921
- Le jour de gloire est arrivé
- Le poème du Beaujolais, préfacé par Hélène Vacaresco, illustré par Eugène Brouillard, Van Oest, 1922
- Le poème du Bugey, préfacé par Georges Normandy – illustré par Joannès Son, Lemerre, 1918
- Le poème du cœur, préfacé par Hélène Vacaresco, Plon, 1911
- Les Morts immortels, Plon, 1918 (lu par Madeleine Roch à la Comédie-Française le 14 juillet 1918)
- Les Violettes, Édition de la Revue Mauve, 1910
- Nous deux et l’amour, préface de la Comtesse de Noailles, illustrations Eugène Brouillard, Jouve, 1932
- Voici l’amour et la vie, préfacé par Maurice Rostand, La Technique du livre, s.d.
- Les Aiglons, 10 novembre 1912, dédié aux pionniers de l'aviation et dédicacé à Eugène Girier.

## Impressions et pensées
- La chasse et les chasseurs, les Éditions de l'Éleveur, 1925 (réflexions humoristiques)
- La tour d’ivoire : impressions et pensées sur les femmes, l'amour, le monde, le cœur, Plon, 1918, préfacé par Mme Alphonse Daudet, couronné par l’Académie française
- Les beaux ciels. Savoie, Morvan, impressions de voyage, s.l., 1920
- Nous deux, pages d’amour, Plon-Nourrit, 1921
- Pour ceux qui pleurent : impressions et pensées de guerre, Plon, 1918, prix de littérature spiritualiste

## Poèmes mis en musique
- « L’angélus » par Camille Saint-Saëns
- « Ou nous avons aimé » par Camille Saint-Saëns
- « Deux roses » par Alfred Wyld
- « Marguerites » par Marcelle Soulage
- « Laissez moi mourir lentement » par Marcelle Soulage
- « La petite chapelle » par Léon Frings

## Contes
- Hommes et femmes vus par les bêtes, Plon-Nourrit, 1921
- Les possessions éphémères, La Nouvelle Revue Critique, 1928
- Histoire de deux petits chats, Nénette et Pit, livre de lecture pour les enfants, Sorlot, 1930

## Théâtre
- L’amour est le maître, Ch. Plon, 1934,
- L’ange de midi, La Pensée française, 1921
- La bohémienne, Le Pays de l'Ain, 1933.
- La force du silence, Belley, imprimerie de L. Chaduc, 1913

## Témoignage
- Saint-Saëns par lui-même, d'après des lettres reçues et commentées par Pierre Aguétant, Alsatia, 1938

## Pierre Aguétant et...
Les peintres
Avec Eugène Brouillard, il entretint une longue amitié qui aboutit à une collaboration puisque plusieurs ouvrages furent illustrés par le peintre. Joannès Son, Pierre Combet-Descombes et Jean Laronze associèrent leur talent à celui du poète. Honoré Hugrel illustra plusieurs de ses tableaux par des vers de Pierre Aguétant.
Le théâtre
Plusieurs pièces écrites furent publiées et il partit en tournée en province avec son épouse pour donner des représentations.
Madeleine Roch  de la Comédie-Française, interprète de Victor Hugo, travailla avec Pierre Aguétant et elle déclama son poème « Les Morts immortels » à la matinée nationale de la comédie française, le 14 juillet 1918.
La radio
À la demande de Jean Valmy-Baysse de la Comédie-Française, lecture de poèmes de Pierre Aguétant sur Radio Paris en octobre 1932 ; Participation en 1939 aux émissions de Jean-Baptiste Evrard de Radio-Cité dont une série à la suite de la parution de Nénette et Pit, l’histoire de deux petits chats destinée aux enfants.
Le cinéma
En collaboration avec son épouse il rédigea les scénarios de plusieurs de ses romans en vue d’adaptation cinématographique mais la séparation du couple empêcha l'aboutissement des projets. En 1933 il écrit à Charles Vanel pour lui proposer une collaboration qui fut déclinée par l’acteur ;
Le gourmet
Le poète s’inquiétait toujours de ses vignes et des récoltes du potager ou de la floraison ; il était fin gourmet ; c’est ainsi qu'à la suite de sa collaboration avec Benoit Perrat, un  « canard de Barbarie Pierre Aguétant » obtint le prix d’honneur lors d’une exposition gastronomique en décembre 1932 à Bourg-en-Bresse ;
Les musiciens
Léon Frings, Alfred Wild et Marcelle Soulage mirent en musique plusieurs de ses poèmes. Nadia Boulanger, Julien Tiersot entretinrent une correspondance régulière avec le poète. Jules Massenet lui écrivit son admiration.
Mais sa plus belle rencontre, il la fit avec Camille Saint-Saëns. Lorsque « le maître » n’était pas en voyage, il recevait volontiers le poète chez lui rue de Courcelles pour des entretiens ou des repas de gourmets ;  Camille Saint-Saëns déjà âgé était touché par les valeurs, les qualités et la sensibilité intellectuelle du poète. Ainsi une véritable amitié lia le poète et le musicien jusqu’au décès du maître à Alger en 1921 ; « Saint-Saëns – le sauvage ! L’aimait comme un fils » ; En publiant plusieurs années après, une partie de leur correspondance échangée durant quatre années et les notes prises lors de leurs entretiens privés, Pierre Aguétant mit un point d’honneur à apporter un éclairage sur les qualités humaines réelles du « maître » dont le mauvais caractère faisait largement l’unanimité.  La publication du livre se fit avec l’approbation des héritiers (Nussy-Verdier) de Camille Saint-Saëns ainsi que les fervents encouragements de Jean Bonnerot, secrétaire et ami personnel du maitre.
Pierre Aguétant, mort le 14 juin 1940 - sur le pont d’Orléans pendant l’exode –, repose à Jullié (Rhone) depuis 1951. Sur la place du village, sur le monument aux morts, ce sont ses vers qui sont gravés.

## Citations
« Visite les misères, mêle-toi à elles. Tu verras plus juste en toi ». Le cœur secret 